# براد برنارد
براد برنارد (بالإنجليزية: Brad Bernard)‏ هو لاعب كرة قدم أمريكية أمريكي، ولد في 1 نوفمبر 1966 في جاكسونفيل في الولايات المتحدة.